# Megalitisme

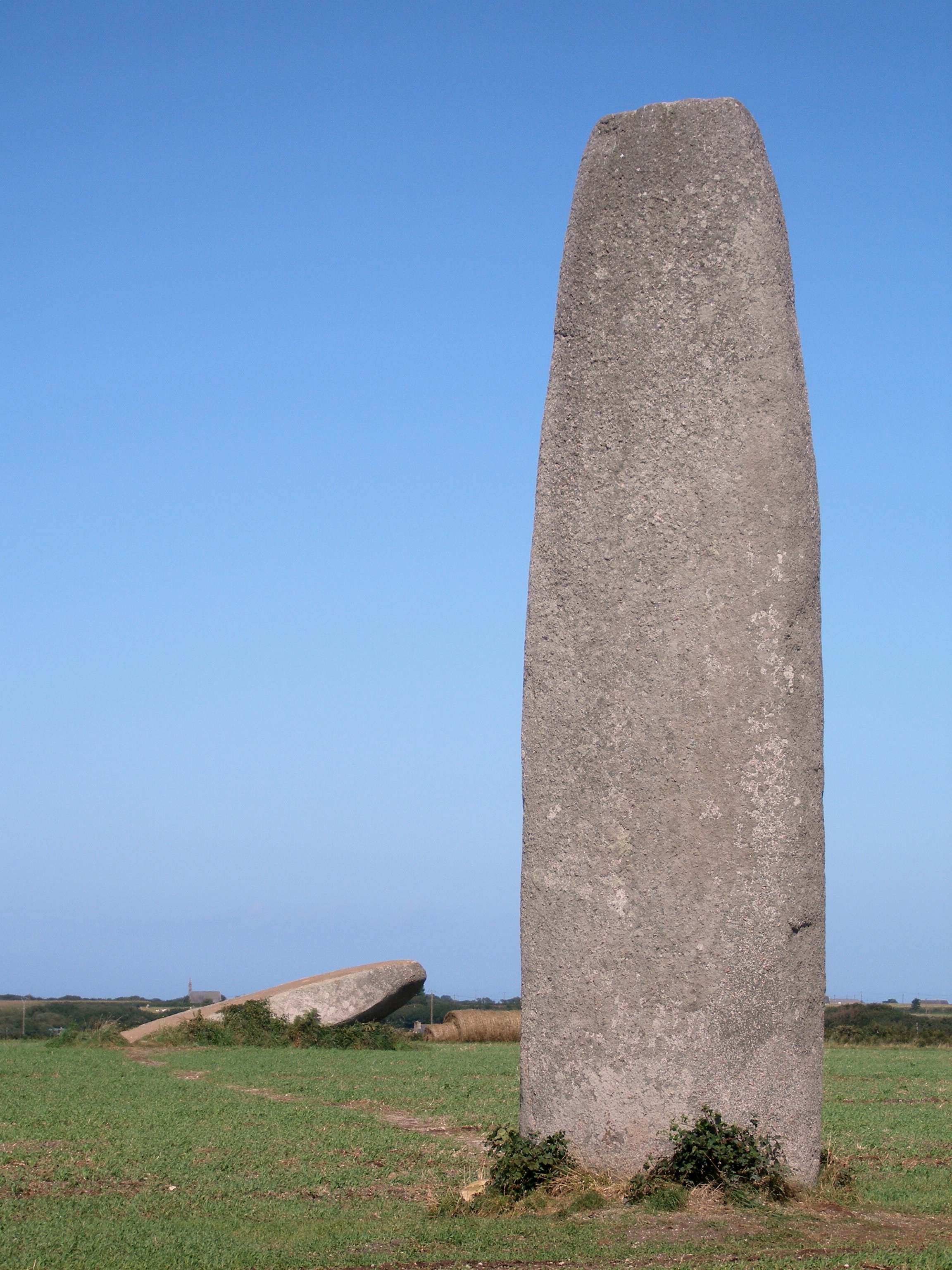
Menhir a Kergadiou, Bretanya, França

El megalitisme és un tret cultural caracteritzat per la construcció de megàlits: estructures arquitectòniques fetes amb enormes blocs de pedra, en general escassament desbastats. Els elements constructius no es col·locaven formant filades, com en les construccions ciclòpies, sinó que s'utilitzaven grans blocs allargats que es disposaven en posició vertical. El terme procedeix de les paraules gregues mega (μεγας), "gran" i lithos (λιθος), "pedra".

## Teories sobre el megalitisme
A principis del segle xx, alguns especialistes creien que tots els megàlits corresponien a una cultura megalítica global (hiperdifusionisme de Grafton Elliot Smith i William James Perry), però aquesta teoria va ser rebutjada gràcies als sistemes de datació moderns (carboni-14, dendrocronologia, etc.), que van permetre establir que el megalitisme no és un fenomen sincrònic a escala mundial.
Avui dia es considera que el megalitisme és un tret cultural que va ser adoptat per diferents cultures d'arreu del món, en diferents moments, sia per transmissió cultural a partir de grups humans propers o per innovació pròpia. Tampoc es teoritza ja, per tant, sobre l'existència d'una cultura megalítica europea; tot i que les diferents manifestacions del megalitisme europeu tenen segurament un origen comú.
En termes generals, es pot afirmar que totes les construccions megalítiques d'arreu de món estan vinculades a comunitats humanes amb una economia basada en l'agricultura. El dret d'explotació de les terres de conreu és, per a aquestes societats, de vital importància, i els megàlits exerceixen, a banda del seu ús funerari o cerimonial, una funció de fites territorials.

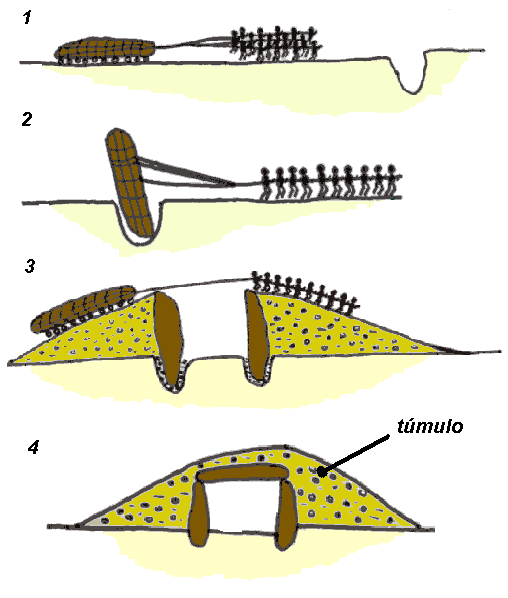
Procés de construcció d'un megàlit.

## Procés de construcció d'un megàlit
El procés constructiu d'un megàlit començava en la pedrera on s'extreien els grans blocs de pedra. A banda de l'ús de masses de pedra o metall, és possible que s'utilitzessin altres mètodes per extreure els blocs de pedra, com sotmetre la roca a canvis bruscos de temperatura per tal d'esquerdar-la. Des de la pedrera, es transportaven (1) sobre troncs i branques fins al lloc triat per a l'erecció del monument. En aquest lloc, es deixaven caure els blocs verticals en un estret forat prèviament excavat (2) i després s'ajustaven fins a deixar-los en posició vertical, i a continuació s'omplia el forat per fixar-los fermament. En el cas dels menhirs, el procés quedava acabat, però per a l'erecció d'un dolmen es continuava amb la tasca més difícil, consistent a col·locar el bloc o blocs horitzontals. Per a això, es feien terraplens a banda i banda dels ortostats, fins a arribar a la mateixa altura que aquests. A través d'aquests terraplens es transportava el bloc horitzontal (3) fins a deixar-lo col·locat correctament. Després es cobria tot de terra, donant lloc al túmul (4). Tal hipòtesi de construcció ha estat comprovada en la pràctica per diversos equips d'investigació, entre aquests el de J. P. Mohen, que el 1979 va construir a França un dolmen valent-se de dos-cents homes, la llosa superior del qual tenia un pes de 32 tones.
Estudis realitzats a Wessex, al sud d'Anglaterra, van mostrar que construir la fase final de Stonehenge va exigir uns 30 milions d'hores de treball, dutes a terme per una mà d'obra procedent de tota la regió. Per al gran túmul de Silbury Hill, a la mateixa regió, es van necessitar 18 milions d'hores i va ser aixecat en només dos anys, segons el seu excavador. A cadascun dels henges menors de Wessex, s'hi van invertir de l'ordre d'un milió d'hores de feina, o el que seria el mateix, 300 persones treballant un any sencer.

## Megalitisme a Europa, la Mediterrània occidental i el Magrib

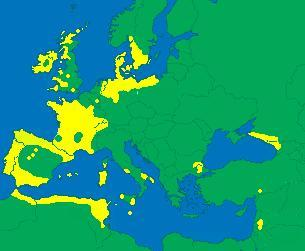
Difusió del megalitisme a Europa. El megalitisme d'Europa de l'Est i el Pròxim Orient no està relacionat, possiblement, amb el de l'Europa occidental i el Magrib.

El megalitisme europeu es va estendre per l'oest d'Europa, la Mediterrània occidental i el Magrib des del Neolític fins a l'edat del bronze.
Grans monuments megalítics es troben disseminats per bona part d'Europa occidental, però els focus més importants es troben a Bretanya, sud d'Anglaterra i Irlanda, i sud d'Espanya i Portugal.
Aquest fenomen s'identifica essencialment amb la construcció de tombes monumentals col·lectives anomenades dolmens (en bretó, taula de pedra), a l'interior de les quals es van anar dipositant successivament els morts d'un grup humà, apartant-se acuradament els ossos dels anteriors difunts a mesura que nous individus eren col·locats a l'interior. Era habitual que els difunts s'acompanyessin d'un aixovar funerari.

### Tipologies
Els tipus bàsics en són el menhir i el dolmen, però el seu agrupament o una major complexitat donen lloc a una tipologia més variada.

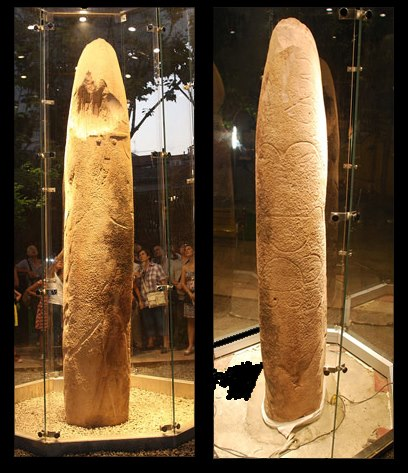
Estàtua-menhir del Pla de les Pruneres (Mollet)

La paraula menhir procedeix del bretó, idioma en el qual significa "pedra llarga" (de men o maen = "pedra" i hir = "llarga"). Els menhirs són monòlits allargats, clavats a terra verticalment. De vegades, es presenten agrupats en fileres, i donen lloc a un alineament com el de Carnac. També poden presentar-se formant cercles, i constitueixen llavors el que es coneix com a cromlecs, que a vegades es disposen al voltant del túmul d'un dolmen. Els exemples més sofisticats d'aquests cercles són els henges d'Anglaterra, com Stonehenge. També hi ha la tipologia d'estàtua-menhir, amb tot un seguit de característiques pròpies, sent una representació antropomorfa esculpida i / o gravada sobre un menhir.

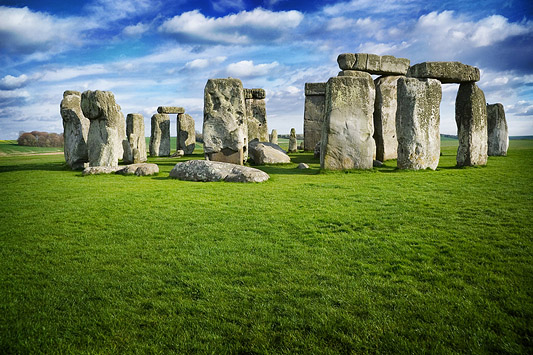
Stonehenge (a Wiltshire, Gran Bretanya), és una de les estructures megalítiques més conegudes del món.

El dolmen, terme procedent també del bretó que significa taula de pedra (de dol = "taula" i men = "pedra"), està format per dos o més ortostats sobre els quals recolza una llosa col·locada horitzontalment. La majoria van estar inicialment coberts per un túmul de terra o pedres, que actualment sol haver desaparegut gairebé del tot.
A banda dels dòlmens simples, ja descrits, n'hi ha altres tipus, com els dòlmens en galeria o de corredor i cambra.
El dolmen en galeria és semblant als tipus més simples, però estan formats per una sèrie d'ortostats i lloses horitzontals disposats en línia recta, de manera que l'estructura presenta l'aspecte d'un passadís.
El dolmen de corredor i cambra consta d'un passadís o galeria que condueix fins a una o dues cambres. Tant el passadís com la cambra poden presentar una planta regular o irregular. En alguns casos, la cambra no està coberta per grans lloses sinó per una falsa cúpula, com passa a Los Millares (Almeria). En aquests casos, es parla de sepultures tipus tolos. A vegades, apareix una cambra secundària i més petita situada al mateix eix longitudinal de l'edificació i comunicada amb la principal mitjançant un altre curt passadís.
Els paradolmens són cavitats naturals (coves, espais entre blocs erràtics) que han estat lleugerament modificats per tal d'utilitzar-los com a espai funerari.

### Context

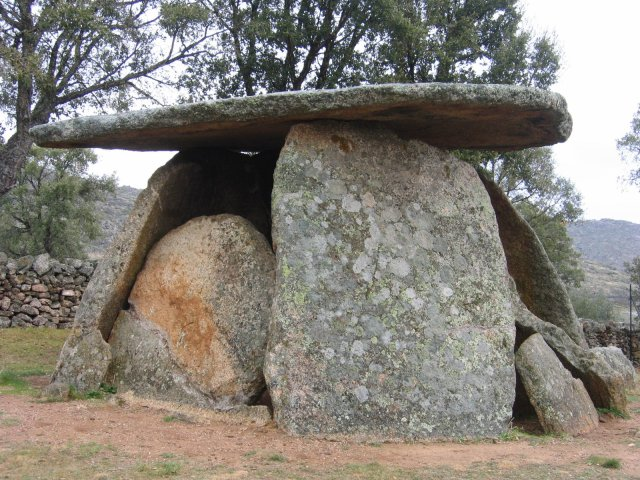
Dolmen a Valencia de Alcántara (Càceres, Espanya).

El fenomen megalític només es pot explicar en el marc dels profunds canvis produïts arran de la progressiva neolitització de l'occident europeu. Aquests canvis, de caràcter econòmic i social, van ser la conseqüència del pas d'unes economies depredadores, basades en la caça i la recol·lecció, a altres de productores, basades en l'agricultura i la ramaderia. Així, les poblacions afectades van començar a considerar la terra en què vivien i de què es nodrien com a pròpia. L'acumulació d'excedents i la necessitat d'una organització més gran va provocar l'aparició de societats segmentàries (o tribus) i, posteriorment, els primers protoestats. Aquestes societats (més complexes que les bandes paleolítiques) van ser les responsables de la construcció de tals obres.
Aquest procés es pot observar en realitzar una lectura sociològica dels enterraments: els enterraments col·lectius sense clares diferenciacions entre els individus s'interpreten com a propis de societats segmentàries més o menys igualitàries i liderades per grans homes ("big man", en anglès), mentre que aquells que presenten agrupacions i aixovars desiguals correspondrien a societats jerarquitzades dirigides per un cap.
Els monuments megalítics han estat interpretats com a centres simbòlics i/o rituals de les poblacions del seu entorn, de les quals hi ha molt poques dades: unes poques cabanes disperses de fusta o pedra, acumulacions de sílex, fosses i llars, constitueixen les evidències trobades a la major part dels casos. L'excepció la constitueix l'interessant poblat de Skara Brae, a les illes Orcades (Escòcia). També s'han trobat al nord i nord-oest d'Europa certs recintes delimitats per fossats successius, terraplens i estacades, denominats camps atrinxerats, que funcionarien, possiblement, com a espais rituals complementaris dels megàlits.
El megalitisme és obra de pobles que encara no coneixen l'escriptura ni les tècniques arquitectòniques avançades, com les que començaven a practicar les civilitzacions contemporànies de Mesopotàmia o Egipte. Cal no oblidar que bastants monuments megalítics són posteriors a la construcció dels ziggurats mesopotàmics o les grans piràmides egípcies.

### Desenvolupament i expansió del fenomen megalític

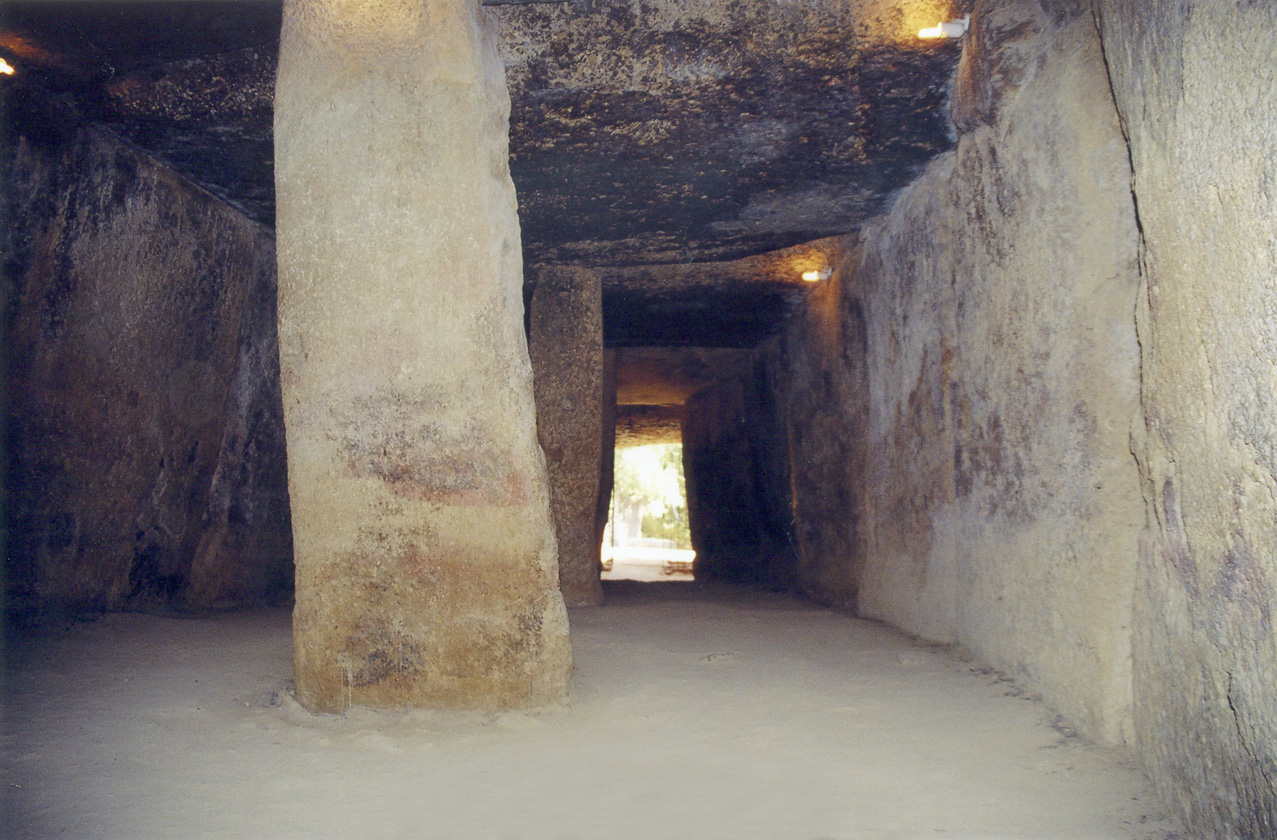
Interior de la Cova de Menga, Antequera (Màlaga, Espanya). Dolmen evolucionat a tomba de corredor: cambra funerària precedida d'un ampli corredor format per grans pedres.

Encara que inicialment es pensava que els monuments més senzills eren necessàriament més antics i que van guanyar complexitat al llarg del temps, ara se sap que no sempre va ser així: a Bretanya, es van construir a partir del V mil·lenni aC grans conjunts megalítics, mentre que en el II mil·lenni es feien de menor grandària.
El període més extens de construccions megalítiques es localitza al sud-oest ibèric, que abasta aproximadament des de 4800 aC fins a 1300 aC, i comprèn els períodes entre el Neolític i l'edat del bronze, encara que a Irlanda, els megàlits més antics, els de Carrowmore, han estat datats cap a 5400 aC (i són anteriors a qualsevol vestigi conegut d'agricultura en la regió). Cap a 3800 aC, es van aixecar megàlits a Bretanya i en l'occident de França, mentre que entre 3500 i 3000 aC aquest fenomen es va estendre per, pràcticament, totes les poblacions del vessant atlàntic europeu, fins llavors mancades de nexes culturals comuns.
A partir del 3100 aC, s'observen en el focus portuguès i en els seus voltants importants innovacions en la construcció funerària: coves artificials i tolos. Des del 3100 aC i fins al 2200 aC, es van desenvolupar poblacions fortificades al sud-oest i sud-est ibèrics, i es formaren així les primeres i úniques societats complexes implicades en el fenomen megalític: les cultures de Vila Nova de São Pedro (estuari del Tajo) i Los Millares (Almeria).

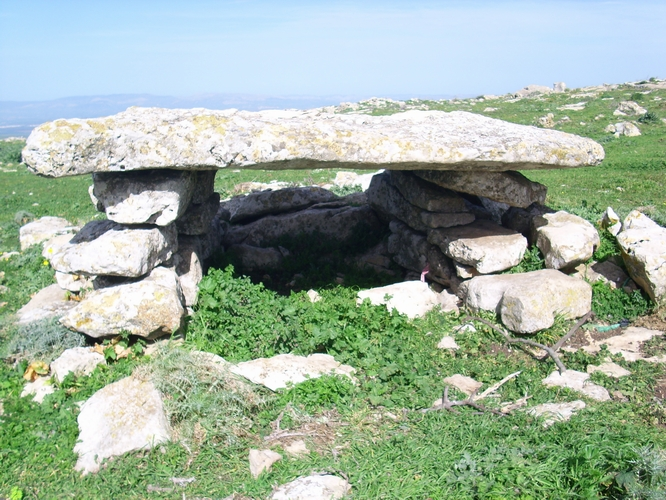
Dolmen de Djebel Gorra, Tunísia.

També s'hi detecta un notable increment del comerç ultramarí, important ambre d'Escandinàvia així com ivori i closca d'ou d'estruç d'Àfrica. És en aquest període quan es comença a apreciar també l'aparició del fenomen megalític en zones que no poden considerar-se estrictament atlàntiques, tant d'Europa central com de la Mediterrània occidental.
A partir del 3000 aC, a Gran Bretanya van ser substituïts els camps atrinxerats anteriors pels complexos cercles d'ortostats coneguts com a henges.
El desplegament del complex cultural campaniforme a partir de Vila Nova cap al 2900 aC, confirma les cultures del sud de la península Ibèrica com a focus megalítics encara en ple apogeu per aquestes dates.
A les Illes Balears, el megalitisme sembla un fenomen tardà (a partir de la segona meitat del III mil·lenni aC) i presenta una distribució molt irregular: és present a Formentera (Ca Na Costa), al nord-est de Mallorca (S'Aigua Dolça) i Menorca (Ses Roques Llises), però no apareix a Eivissa ni a la major part de Mallorca. A Menorca, l'evolució local dels sepulcres megalítics desembocarà en la construcció de navetes.
Els dòlmens i menhirs del Magrib es daten també cap a finals del III mil·lenni aC. El conjunt més significatiu en seria la necròpolis dolmènica de Djebel Gorra, prop de la petita població de Thibar (Tunísia), que presenta entre dues-centes i tres-centes sepultures megalítiques recognoscibles; però també es troben megàlits pel nord del Marroc, Algèria i Líbia.

#### Cronologia

##### Epipaleolític
Les excavacions dutes a terme en alguns monuments britànics, irlandesos, escandinaus i francesos han revelat l'existència d'activitats rituals en aquests des de l'Epipaleolític, i eleva la seva antiguitat d'ús en segles i fins i tot mil·lennis, tot i que aquestes dades estan subjectes a controvèrsia:
- Circa 8000 aC: construccions de fusta al lloc de Stonehenge (Anglaterra).
- Circa 5400 aC: possibles dates inicials per a Carrowmore (Irlanda).

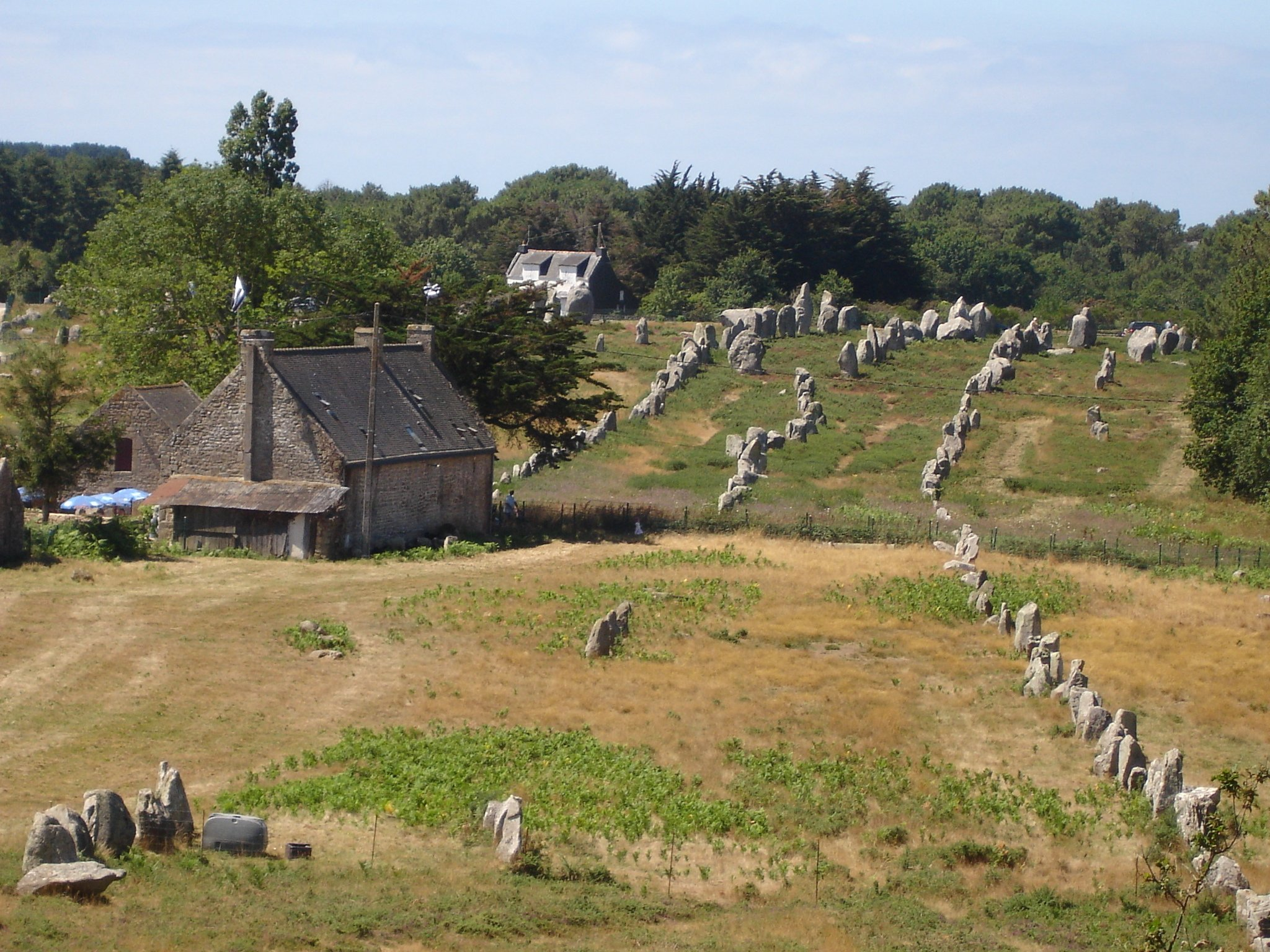
Alineació de menhirs a Le Ménec, Carnac, Bretanya (4500-2300 aC).

##### Neolític
- Circa 5000 aC: construccions a Evora (Portugal). Començament del Neolític atlàntic.
- Circa 4800 aC: construccions a Bretanya i Poitou (França).
- Circa 4000 aC: generalització de les construccions amb exemples a Carnac (Bretanya), centre i sud de França, Còrsega, Espanya, Portugal, Anglaterra i Gal·les.
- Circa 3700 aC: construccions en diferents punts d'Irlanda.
- Circa 3600 aC : a Anglaterra i Malta (Ggantija).
- Circa 3500 aC: Espanya, també al sud-oest d'Irlanda, nord de França, Sardenya, Sicília, Malta, Bèlgica i Alemanya.
- Circa 3400 aC: a Irlanda, Holanda, Alemanya, Dinamarca i Suècia.

##### Calcolític

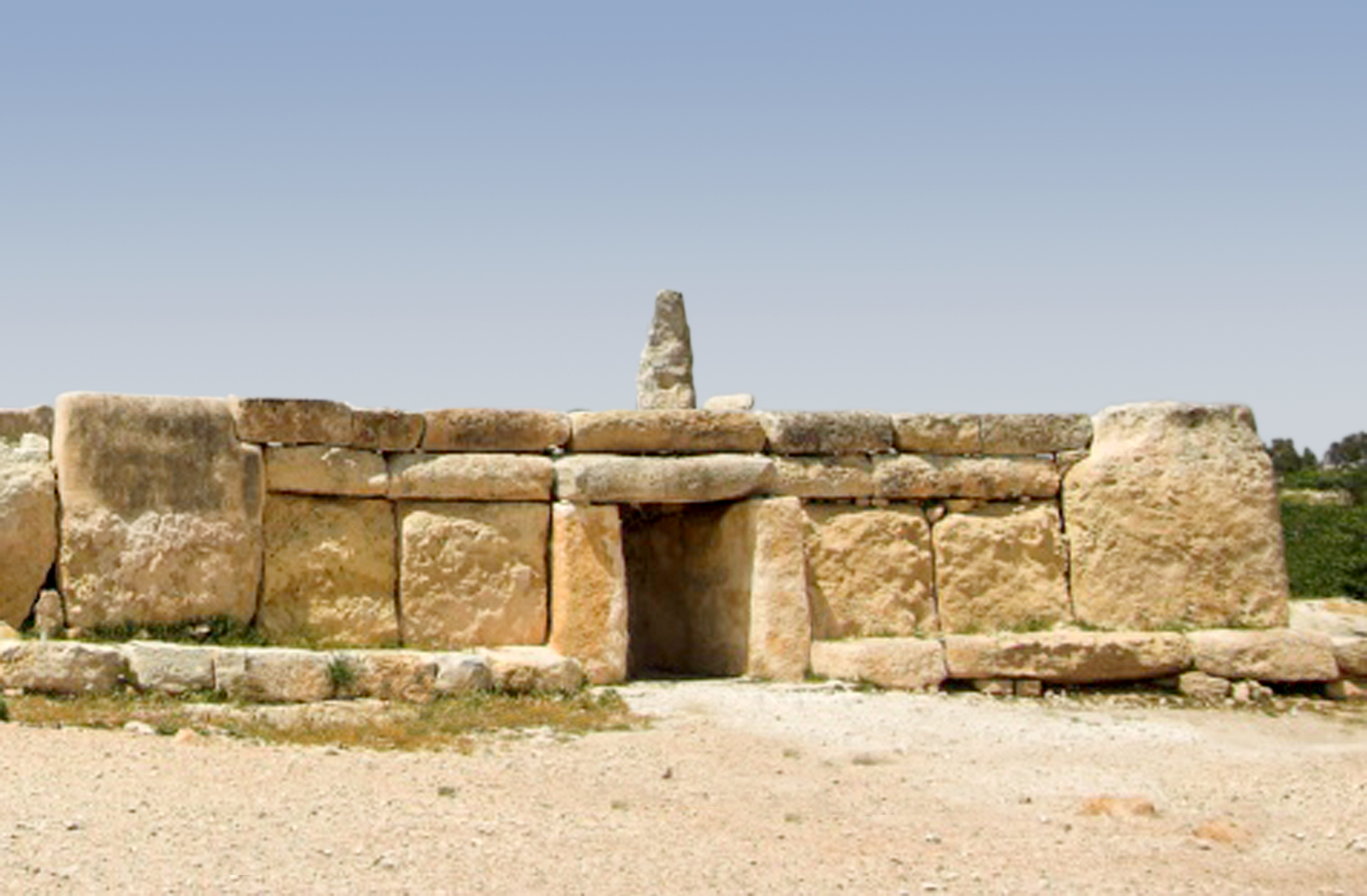
Façana del principal temple megalític d'Hagar Qim, Malta.

- Circa 3200 aC: temple megalític d'Hagar Qim (Malta).
- Circa 3000 aC: construccions en Los Millares (Espanya), França, Sicília, Bèlgica, les illes Orcades (Escòcia), així com els primers cercles (henges) a Anglaterra.
- Circa 2800 aC: punt àlgid a Dinamarca i construcció del cercle de Stonehenge.
- Circa 2500 aC: clímax del megalitisme lligat al campaniforme a la península Ibèrica, Alemanya i les Illes britàniques, amb la construcció de centenars de petits cercles de pedra en aquestes últimes. Amb el campaniforme, es va passar a Europa del nord i central del Neolític al calcolític (l'edat del coure).
- Circa 2000 aC: Illes Balears.

##### Edat del bronze
- Circa 2000 aC: construccions a Bretanya, Sardenya, Itàlia i Escòcia. El calcolític dona pas a l'edat del bronze a l'oest i nord d'Europa.
- Circa 1800 aC: a Itàlia.
- Circa 1500 aC: a Portugal.
- Circa 1400 aC: enterrament d'Egtved Girl, a Dinamarca; el cos està molt ben conservat.

#### Arqueoastronomia
Certs autors postulen que hi ha una connexió astronòmica en molts monuments megalítics. Consideren que Stonehenge va poder ser un observatori i que la seva disposició (i la de molts altres jaciments) està orientada segons els cicles celestes. Però, encara que en certes construccions, com en el túmul irlandès de Newgrange, la implicació astronòmica sembla existir, els crítics de l'arqueoastronomia al·leguen que aquests exemples no han de ser extrapolats sense proves a altres construccions. La relació amb la posició dels astres també ha estat estudiada amb detall en el cas de les taules de Menorca, tot i que es tracta de construccions megalítiques més tardanes, corresponents a l'edat del ferro.

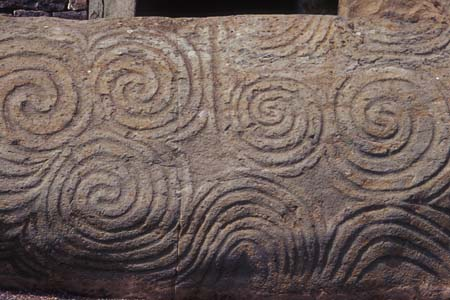
Pedra gravada a Newgrange, Irlanda.

És cert que les societats prehistòriques posseïen coneixements astronòmics vinculats als cicles de sembra i recol·lecció, i que aquests podrien haver-se vist reflectits en la construcció de megàlits. Això no vol dir, tanmateix, que utilitzessin aquests monuments per a una observació sistemàtica del cel, en el sentit modern d'observatori.

#### Manifestacions artístiques associades al megalitisme

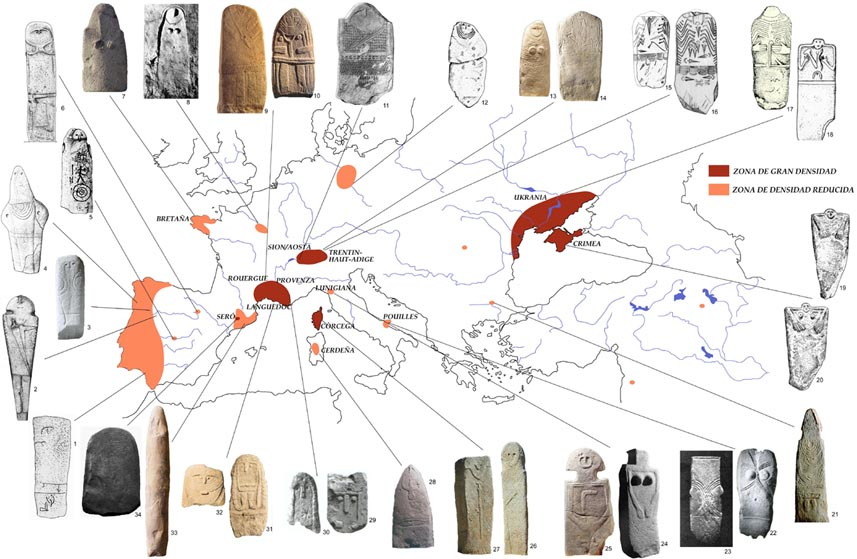
Mapa amb la distribució d'estàtues-menhirs a Europa. Fotos i dibuixos: 1y 4.-Bueno et al. 2005; 2.-Santonja y Santonja 1978; 3.-Jorge 1999; 5.-Portela y Jiménez 1996; 6.-Romero 1981; 7.-Helgouach 1997; 8.- Tarrete 1997; 9, 10, 13, 14, 29, 30, 31, 32.-Philippon 2002; 11.-Corboud y Curdy 2009; 12.-Muller 1997; 15, 16, 17, 18, 19, 20, 21, 22, 23 Arnal 1976; 24 y 25.- Augusto 1972; 26 y 27.- Grosjean 1966; 34.- López et al. 2009.

Tot i que les pedres que formen els megàlits solen estar escassament treballades, en alguns casos la seva superfície presenta gravats o relleus. Aquestes manifestacions artístiques es troben en diversos indrets de l'Europa occidental, encara que les majors concentracions se'n troben a Malta, Irlanda, Bretanya i la península Ibèrica. L'art megalític va començar en el neolític i va continuar fins a l'Edat del Bronze. Encara que molts tipus de monuments van rebre aquesta forma d'art la majoria està tallada en dòlmens de corredor i estàtues-menhirs neolítiques. Als dòlmens l'art megalític tendeix a ser molt abstracta i conté relativament poques representacions d'objectes reals reconeixibles, però a les estàtues-menhirs vol representar trets anatòmics i robes i així és més concret. L'art megalític és sovint similar a l'art rupestre prehistòric i conté molts motius similars, com ara cassoletes i cercles, tot i que les dues formes de gravats en roca també tenen grans diferències d'estil. El significat de l'art megalític és objecte de molt debat.

## Megalitisme a l'Àsia

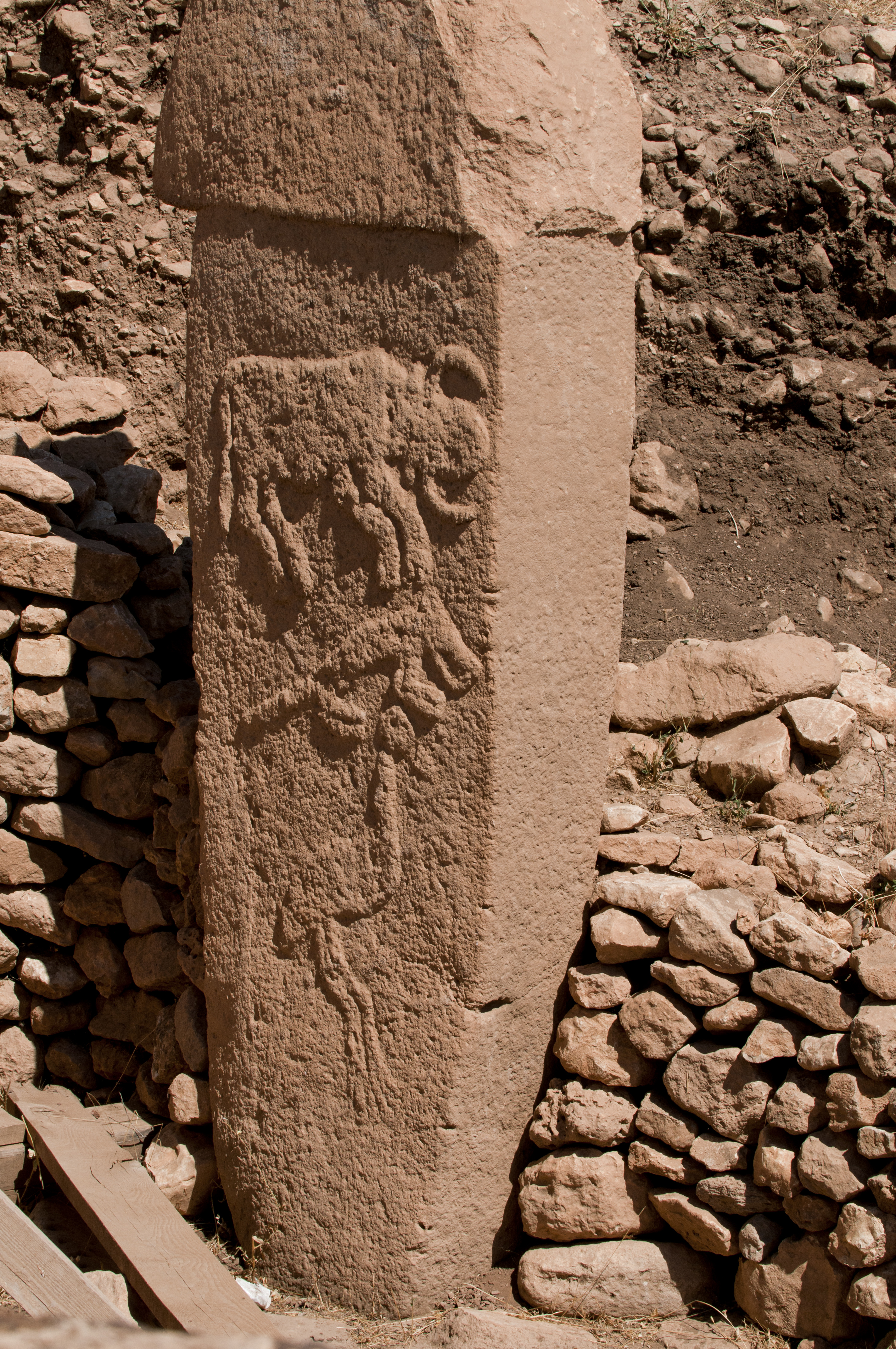
Pilar monolític de Göbekli Tepe amb baixos relleus figuratius. S'hi pot apreciar un brau, una guineu i un ocell.

### Anatòlia
En diversos jaciments de l'est de Turquia (sobretot a Göbekli Tepe, però també a Nevali Çori i Nahal Hemar), han estat descoberts importants complexos cerimonials datats a partir del X mil·lenni aC (9500 aC), de manera que datarien de les fases més inicials del Neolític. La seva principal característica és que estan formats per àmplies estructures circulars que envolten desenes de megàlits gravats, amb forma de T. Tot i que serien les estructures de grans ortostats més antigues conegudes fins ara, no està gens clar que alguna de les tradicions megalítiques europees hagi derivat d'aquelles. A Göbekli Tepe, han estat excavats quatre cercles de pedra d'un nombre estimat de 20; algun d'aquests cercles arriba a mesurar 30 metres d'un costat a l'altre. Els pilars petris llueixen relleus de senglars, guineus, lleons, ocells, serps i escorpins.
Encara que els seus excavadors sempre ho han considerat el lloc de culte més antic del món, recentment s'ha plantejat la teoria que pogués ser un complex residencial que conté elements cerimonials.

### Pròxim Orient
Dòlmens i menhirs han estat trobats en àmplies zones del Pròxim Orient: des de l'actual Alep al nord de Síria, fins al sud del Iemen, passant pel Líban, Israel, Palestina, Jordània i Aràbia Saudita. També n'hi ha a l'illa Charag (Iran) o al nord d'Iraq, i se situa la major concentració de dòlmens en ambdós marges de la depressió formada per la vall del Jordà, amb una clara predominança del costat oriental. Això passa principalment als Alts del Golan, l'Hauran i Jordània, els quals tenen, probablement, la major concentració de dòlmens del Pròxim Orient. A Aràbia Saudita, en canvi, només uns pocs dòlmens han estat identificats, la majoria a l'Hijaz. Els megàlits semblen ressorgir al Iemen en petites quantitats, i això podria indicar la continuació d'una tradició lligada a les de Somàlia i Etiòpia.

### Extrem Orient

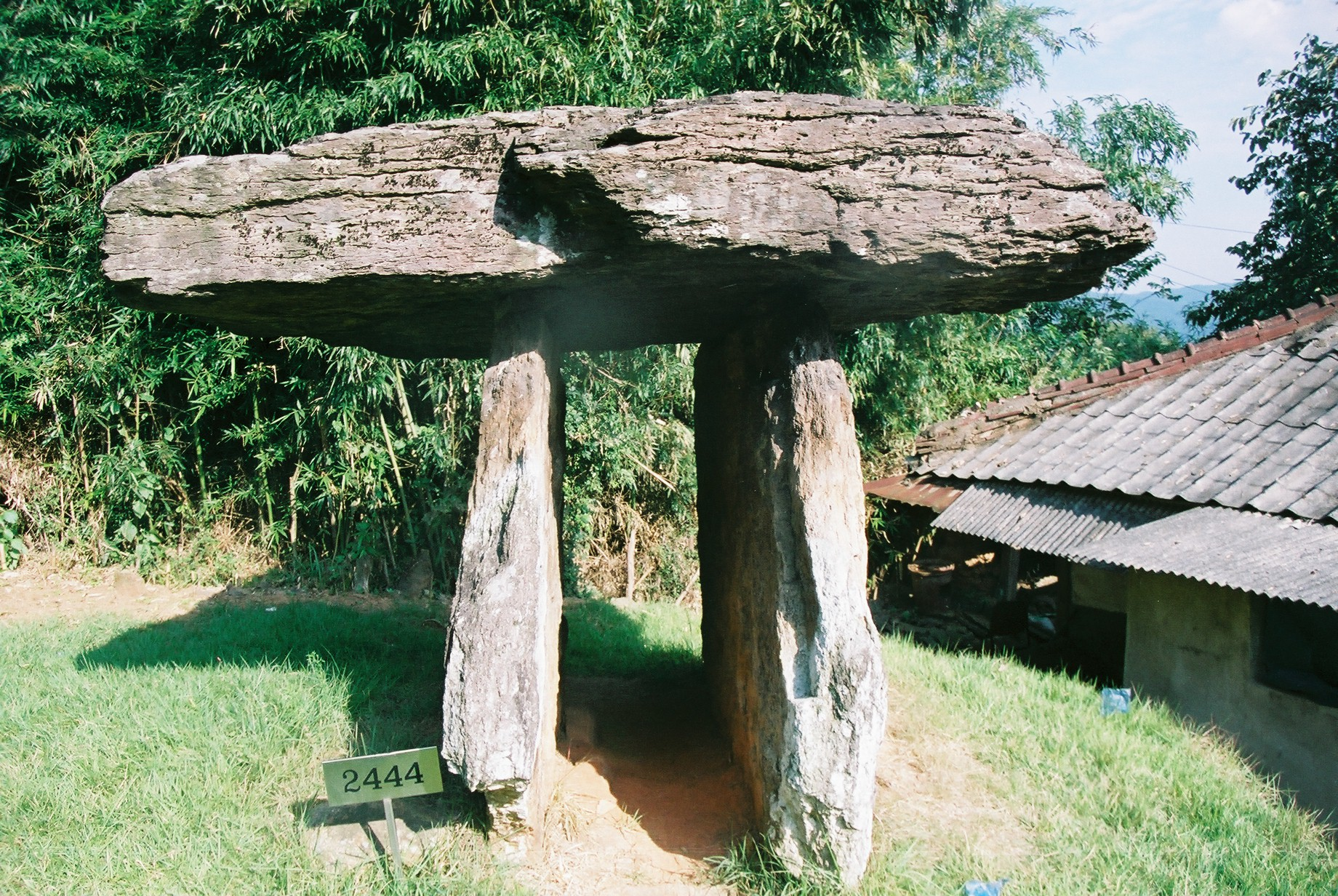
Megàlit funerari d'estil septentrional (Jukrim-ri, Gochang-eub, Jeolla del Nord, Corea del Sud).

Es troben enterraments megalítics al nord-est i sud-est de l'Àsia, amb les principals concentracions a la península de Corea. També n'hi ha a Liaoning, Shandong i Zhejiang (Xina), la costa oriental de Taiwan, Kyūshū i Shikoku (Japó), la província de Dong Nai a Vietnam, així com en àrees d'Índia i Pakistan. Certes tradicions megalítiques es continuen practicant actualment a les illes de Sumba i Nias, a Indonèsia.
A l'Índia, els megàlits es poden datar des del II mil·lenni fins a la meitat del I aC (2000-500 aC). A Mongòlia, les anomenades pedres de cérvol estan datades entre finals del II mil·lenni aC i inicis del I aC. Els dòlmens de Corea es daten durant el I mil·lenni aC i els del Japó entre els segles VII i II aC.

#### Estil septentrional
Les tradicions megalítiques del nord-est asiàtic tenen els seus orígens a la Xina del Nord, especialment a la conca del riu Liao. El costum de construir enterraments megalítics es va estendre ràpidament des d'aquesta zona a la península Coreana, on l'estructura dels megàlits és geogràfica i cronològicament diferent. Els més antics són denominats d'estil septentrional o de taula, a causa del fet que mostren una característica cambra funerària elevada sobre el sòl i formada per pesades lloses pètries que creen una cista rectangular. Una desmesurada pedra col·locada sobre les lloses corona la cambra funerària, donant-li l'aparença d'una taula. Aquestes construccions daten de la primera part del període de la ceràmica Mumun (1500-850 aC) i es distribueixen, amb poques excepcions, al nord del riu Han. Alguns megàlits d'estil septentrional del nord-est de la Xina contenen aixovars com ara punyals de bronze Liaoning, cosa que ha incitat alguns arqueòlegs a interpretar aquests enterraments com les tombes de caps o individus preeminents (grans homes). De tota manera, sigui com a resultat de robatoris de tombes o una conducta mortuòria intencionada, la major part dels megàlits septentrionals no contenen aixovars.

#### Estil meridional

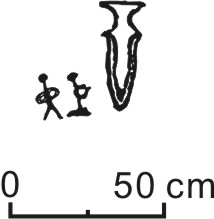
Representació d'una daga (dreta) i dues figures humanes, una de les quals està de genolls. Megàlit núm. 5, Orim-dong, Yeosu, Corea.

Els enterraments d'estil meridional es distribueixen pel sud de la península Coreana. Es creu que la major part en daten de l'última part del període Mumun inicial o del Mumun mig. L'escala dels megàlits d'estil meridional és típicament més petita que la dels septentrionals. L'àrea d'enterrament dels meridionals consta d'una cambra subterrània feta a la mateixa terra o revestida amb primes lloses. Una sòlida pedra col·locada sobre l'àrea funerària és sostinguda per petites roques d'apuntalament. La majoria dels megàlits coreans són d'aquest tipus, i calculen alguns arqueòlegs que n'hi podria haver entre 15.000 i 100.000.
Igual que els septentrionals, els megàlits meridionals contenen pocs o cap artefacte. No obstant això, en un petit nombre d'aquests apareixen refinades ceràmiques vermelloses brunyides, dagues de bronze, punyals de pedra polida i ornaments de jade. Els enterraments meridionals es troben sovint formant grups, escampant-se en línies paral·leles a la direcció dels rierols. Aquestes necròpolis contenen enterraments que estan units entre si per plataformes baixes de pedra fetes amb grans còdols. En aquests plataformes, han estat trobades ceràmiques vermelloses brunyides trencades i fustes carbonitzades, cosa que ha fet pensar als arqueòlegs que eren usades de vegades per celebrar cerimònies i rituals. Les lloses de la coberta de molts megàlits meridionals presenten marques tallades amb forma de copes, i uns pocs mostren representacions humanes i de dagues.

#### Estil llosa cobertora
Aquests megàlits es distingeixen dels altres per la presència d'un pou d'enterrament, que en algunes ocasions arriba als 4 m de fondària, revestit per grans còdols. Una gran llosa cobertora era col·locada sobre el pou funerari sense ortostats que la sostinguin. Aquesta tipologia és la més monumental de la península Coreana i es distribueix sobretot per la seva costa sud. Sembla que la major part daten del període més recent del Mumun mig (700-550 aC), i alguns poden pertànyer a la primera part del Mumun final. Un exemple trobat a prop de la Changwon, en una petita necròpoli de Deokcheon-in, és l'enterrament núm. 1, que conté una sòlida llosa rectangular i una plataforma de terra.

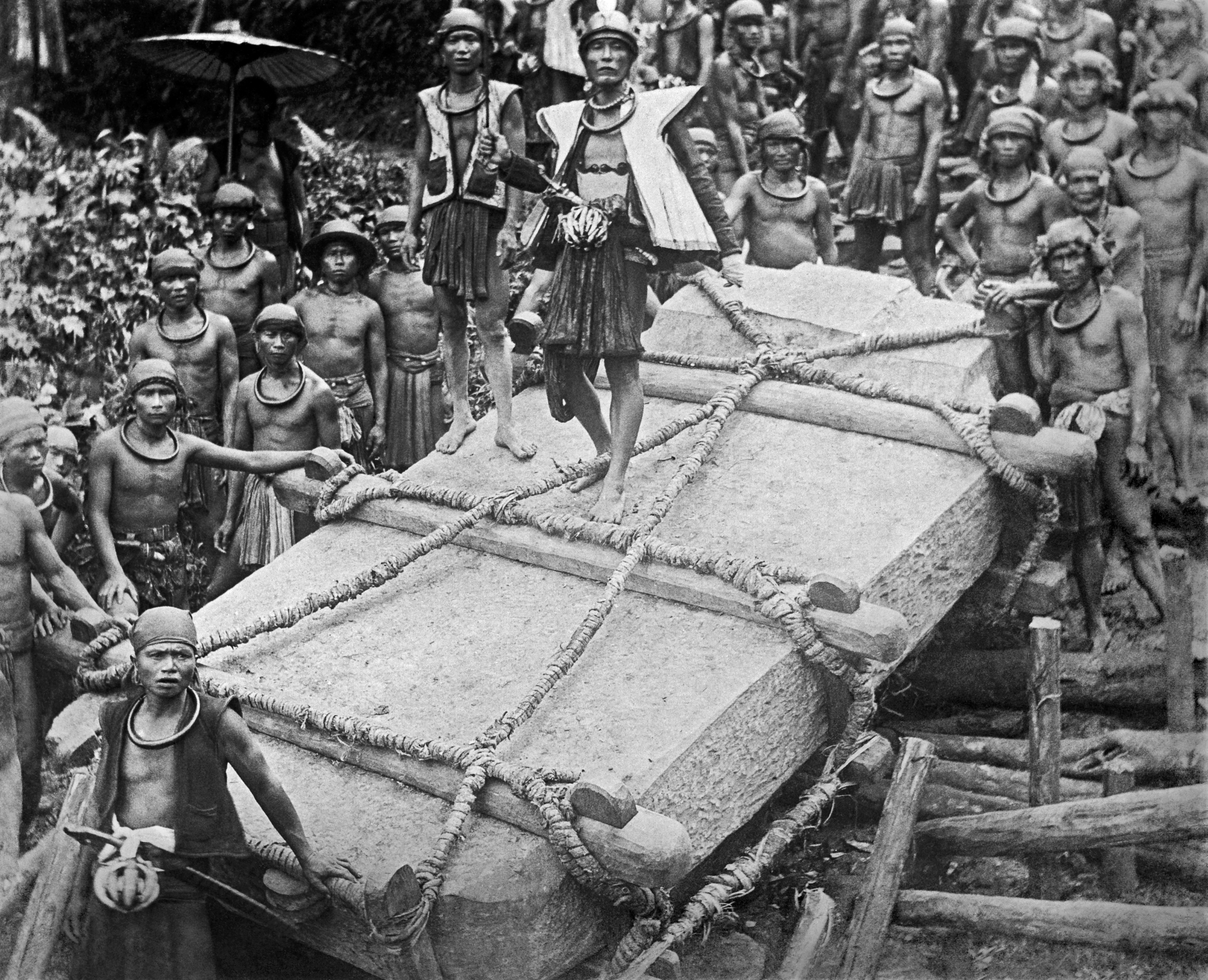
Nadius de l'illa Nias (Indonèsia) transportant un megàlit (circa 1915). Segons les tradicions locals, 525 persones, treballant durant tres dies, van dreçar aquesta pedra al poblat de Bawemataloeo.

#### Tradicions megalítiques actuals d'Indonèsia
L'arxipèlag indonesi és la llar de les tradicions megalítiques austronesies, passades i presents. Aquestes tradicions d'època contemporània es poden trobar a l'aïllada illa de Nias (davant de la costa occidental del nord de Sumatra), entre els Batak de dins mateix del nord de Sumatra, a l'illa Sumba de la província de Nusatenggara i entre els Toraja de l'interior de Cèlebes meridional. Aquestes tradicions es van conservar aïllades i no pertorbades fins ben avançat el segle xix.
A Nias, hi havia estàtues de pedra, bancs de pedra per als caps i taules de pedra per a exercir la justícia. Els megàlits eren necessaris per a les commemoracions funeràries de les jerarquies, amb la finalitat que poguessin reunir-se amb els seus pietosos avantpassats en el més enllà. L'erecció d'un megàlit constituïa el preludi d'un festí ritual.
Per tota Indonèsia, es poden trobar diferents jaciments i estructures megalítiques: menhirs, dolmens, taules pètries, estàtues ancestrals, i piràmides esglaonades, anomenades localment Punden Berundak, han estat descobertes en diversos llocs de Java, Sumatra, Cèlebes i les illes menors de la Sonda.

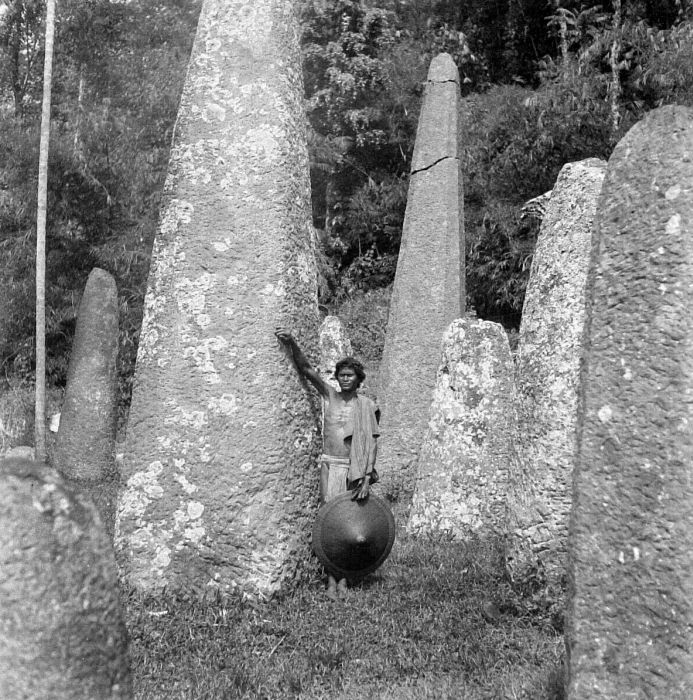
Megàlits a Toraja (circa 1935).

Les piràmides Punden i els seus menhirs es poden veure a Pagguyangan Cisolok i Gunung Padang, a Java occidental,i és el jaciment de Gunung Padang el major megàlit del Sud-est asiàtic. A la mateixa província, el lloc de Cipari reuneix monòlits, terrasses de pedra i sarcòfags. Es creu que la piràmide Punden és el precedent i el disseny bàsic de la posterior estructura dels temples hinduistes i budistes de Java que es van construir després de l'adopció d'aquestes religions per part de la població: l'estupa de Borobudur del segle VIII o el temple de Candi Sukuh del segle xv presenten l'estructura de piràmide escalonada.
El Parc nacional Lore Lindu de Cèlebes central alberga vestigis d'antics megàlits, com estàtues pètries ancestrals, localitzades en la seva major part a les valls de Bada, Besoa i Napu.

#### Mahdia Gonds de Maharashtra, a l'Índia
Un estudi de 2002 esmenta pràctiques megalítiques actuals entre els Mahdia Gonds del Tehsil Bhamragad, al districte Gadchiroli de Maharashtra, Índia.

## Megalitisme a l'Àfrica

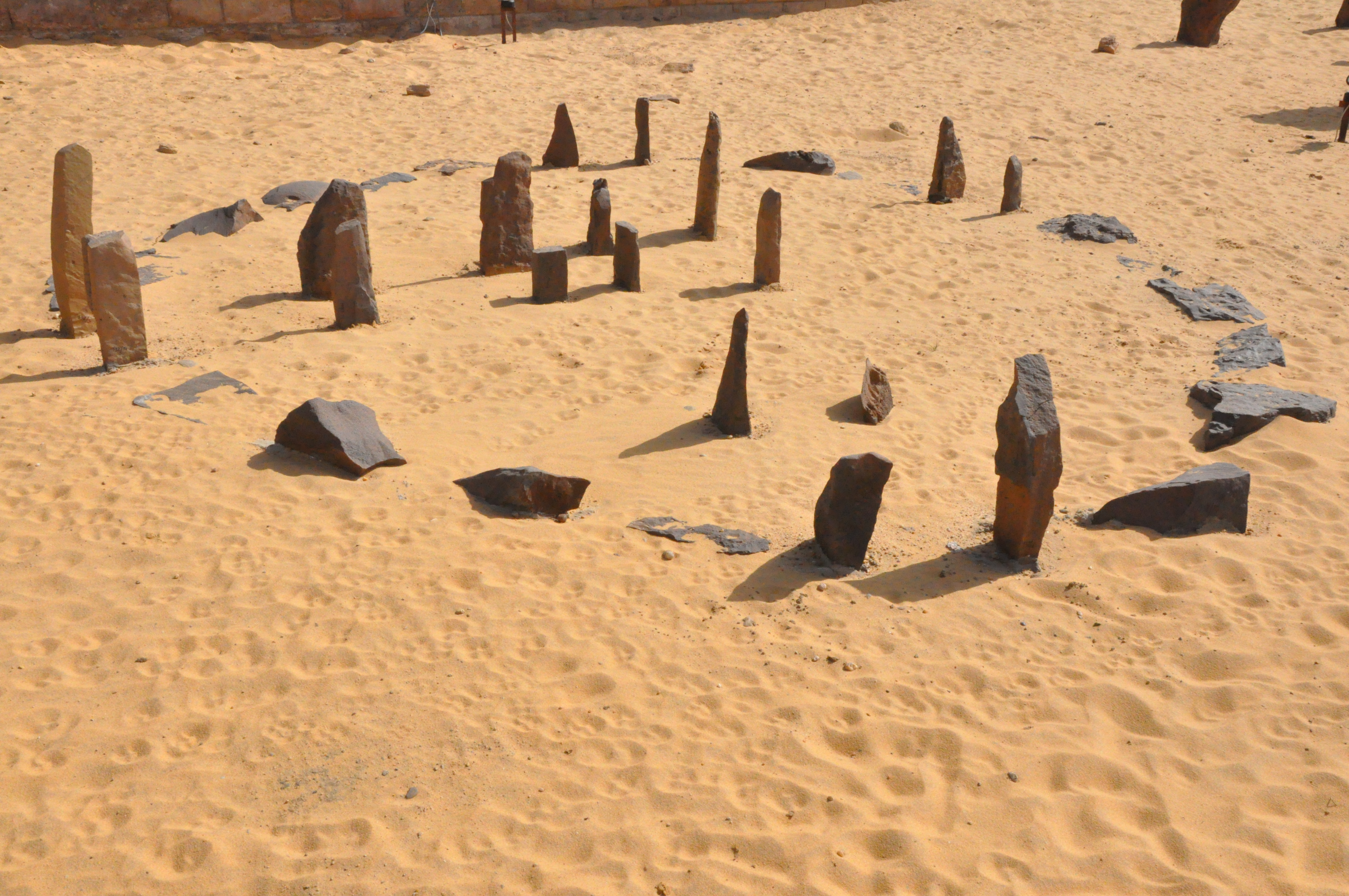
Reproducció del petit cromlec de Nabta Playa al Museu Nubi d'Assuan. Presenta una forma ovalada, amb un diàmetre màxim d'uns cinc metres.

A la regió del sud d'Etiòpia, es troba encara avui la major concentració de megàlits del continent africà. Algunes d'aquestes sepultures o dòlmens podrien ser d'una gran antiguitat, ja que segons alguns autors es remunten al X mil·lenni aC. La majoria, en canvi, són molt més recents, del I mil·lenni de la nostra era, i se'n compten per milers (se n'ha estimat una xifra de 10.000) a Shewa i Sidamo. Una altra de les regions amb més presència de megàlits és la de Soddo, al sud d'Addis Abeba, on han estat descoberts fins avui uns 160 jaciments arqueològics com el de Tiya, Patrimoni de la Humanitat per la UNESCO.
A la regió malinesa de Niafunké, el jaciment de Tundidaro comprèn més de cent cinquanta pedres col·locades. Construccions semblants protegeixen algunes sepultures en països com Níger, Togo i Txad. A Senegal i Gàmbia, els quatre grans grups de cercles megalítics que es troben entre els rius Gàmbia, al sud, i Saloum, al nord, han estat classificats per la UNESCO com a Patrimoni de la Humanitat (any 2006); entre els quatre sumen 93 cercles i uns 1.000 megàlits, i han estat datats entre el segle iii aC i el XIV-XVI de la nostra era. A la població de Bouar, a la República Centreafricana, hi ha megàlits que daten del segle vi aC.
A Nabta Playa, al desert de Núbia (al sud de l'actual Egipte i a 100 km a l'oest d'Abu Simbel), a partir del X mil·lenni aC, començà a formar-se un gran llac. Cap al V mil·lenni aC, els habitants de Nabta Playa van construir un suposat dispositiu astronòmic que és considerat per alguns investigadors el més antic del món, mil anys anterior a Stonehenge, encara que de dimensions molt inferiors. Alguns investigadors creuen que podria ser un calendari prehistòric que indicava de manera precisa el solstici d'estiu. Les troballes mostren que la regió solia ser ocupada només estacionalment, probablement a l'estiu, quan l'aigua del llac seria utilitzada per a donar beure als ramats. Hi ha també cinc alineaments megalítics que s'estenen a partir d'un conjunt de pedres centrals.

## Megalitisme a Oceania

### Melanèsia
Es troben megàlits en moltes parts de Melanèsia, sobretot a la província de Milne Bay, a Papua Nova Guinea, a Fiji i a Vanuatu. Però fins ara s'hi han portat a terme poques excavacions i, per tant, es disposa de poques dades sobre aquestes estructures. A la tomba megalítica d'Otuyam, a Kiriwina (Illes Trobriand), se li han adjudicat aproximadament 2.000 anys d'antiguitat, cosa que indicaria, tot i que hi ha molt pocs megàlits datats, que aquestes tradicions són un antic costum a la regió. Aquestes construccions han estat utilitzades per a celebrar diferents rituals, com per exemple, funeraris, sacrificials o de fecunditat. Propers a alguns megàlits, hi ha emplaçaments aptes per a realitzar danses. En certs llocs de Melanèsia, aquests rituals es continuen celebrant en els mateixos emplaçaments sagrats, ja que les creences segueixen vives, la qual cosa ha estat una de les raons per a la paralització de moltes excavacions.